# 埃米娜·马拉吉奇
埃米娜·阿西莫芙娜·马拉吉奇（俄语：Эмина Асимовна Малагич，1995年8月29日—），俄罗斯女子短道速滑运动员，2016年世界短道速滑锦标赛女子3000米接力铜牌得主、2019年世界短道速滑锦标赛女子3000米接力银牌得主。